# Канач Жам
Церква Святого Івана Хрестителя (вірм. Սուրբ Հովհաննսես Մկրտիչ եկեղեցի), також відома як Канач Жам (вірм. Կանաչ Ժամ եկեղեցի) — це церква Вірменської апостольської церкви розташована в місті Шуша, трохи вище Собору Сурб Казанчецоц. Канач Жам вірменською означає «Зелена Церква» тому, що свого часу куполи церкви були пофарбовані зеленим кольором. Ця церква також іноді називається за ім'ям старої церкви, що була на цьому місці — Карабахцоц на честь фермерів Нагірного Карабаху, які побудували його.
Згідно з написом на будинку, церква була побудована в 1818 році на місці колишнього Карабахцоцу дерев'яна церква (у нижній східній частині фортеці-міста, існували в другій половині XVIII століття). У стінах знаходиться напис колишньої церкви. Купол оплоту церкви та каплиці видно здалеку. Останні мають архітектурні нововведення.
Церква має хрестоподібну схему. У ході розміщення прибудов по зміні зростає, східний фасад церкви та каплиці приєднується до нього із заходу виділятися з унікальною внутрішньою обробкою, завдяки якої цей пам'ятник ізольований серед аналогічних архітектурних споруд. Над входом, увінчаним куполом каплиці вирізано напис, Степанос Оганес Бабаян. На згадку про покійного брата Мкртич. 1847.